# Kilka dni na ziemi niczyjej
Kilka dni na ziemi niczyjej – polski film fabularny z 1982 roku w reżyserii Jana Chodkiewicza.
Sceny do filmu nagrywane były w Prudniku.

## Fabuła

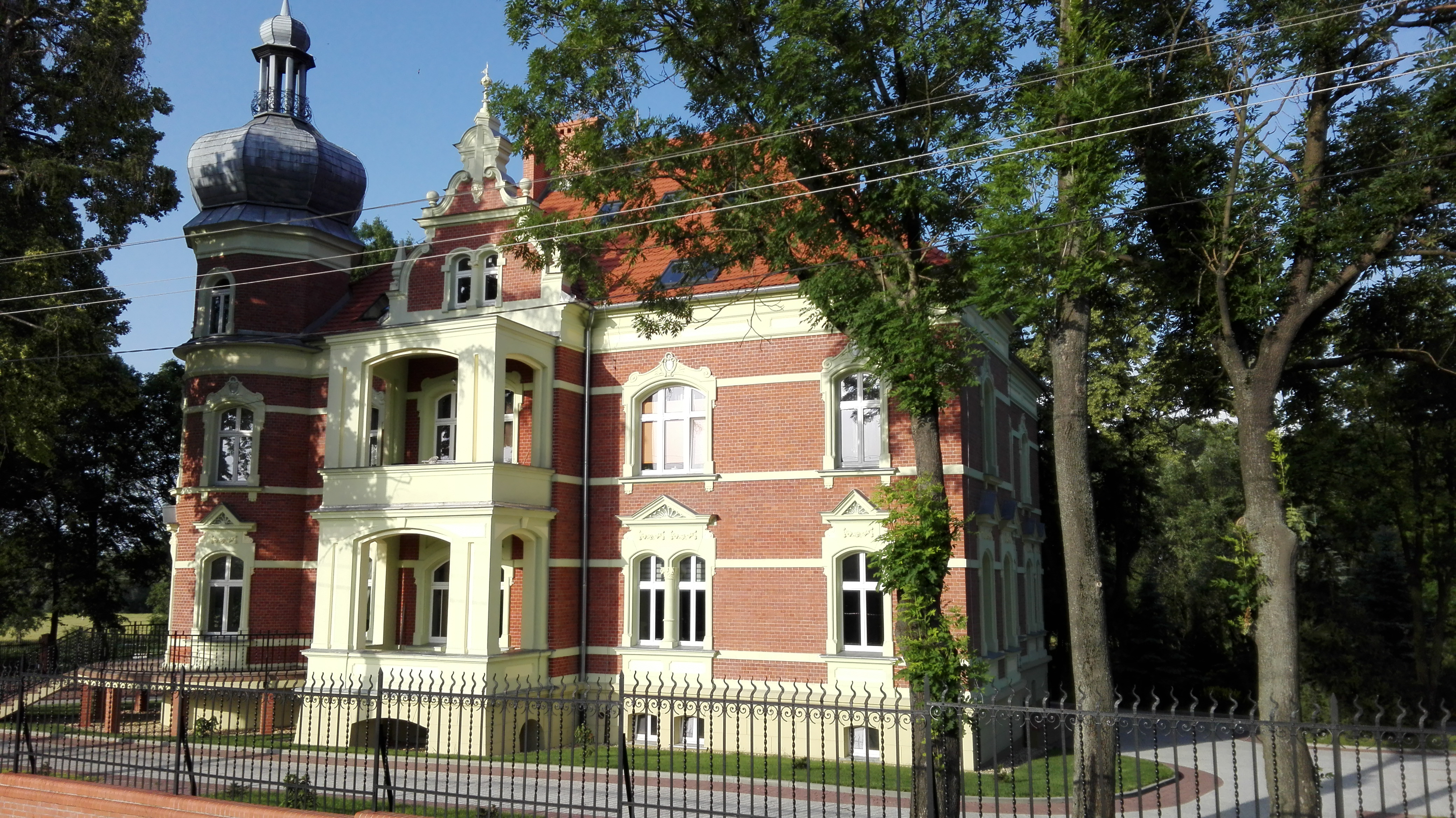
Pałac w Lipnie w Prudniku, gdzie nagrywano film

Akcja filmu dzieje się pod koniec II wojny światowej. Z pola walki, która dopiero co ustała, rannego i nieprzytomnego polskiego żołnierza zabiera do bogatego gospodarstwa głuchoniema młoda kobieta. Franciszek po odzyskaniu przytomności orientuje się, że znalazł się w starym niemieckim domu, a owa głuchoniema kobieta jest Niemką. Opiekuje się ona rannym żołnierzem, a on z kolei zajmuje się opuszczonym gospodarstwem, jako że sam jest doświadczonym gospodarzem. Powoli zawiązuje się między nimi przyjaźń, która przeradza się w miłość, jednak Franciszek musi powrócić na front. Żegna się z nią i odchodzi.

## Obsada

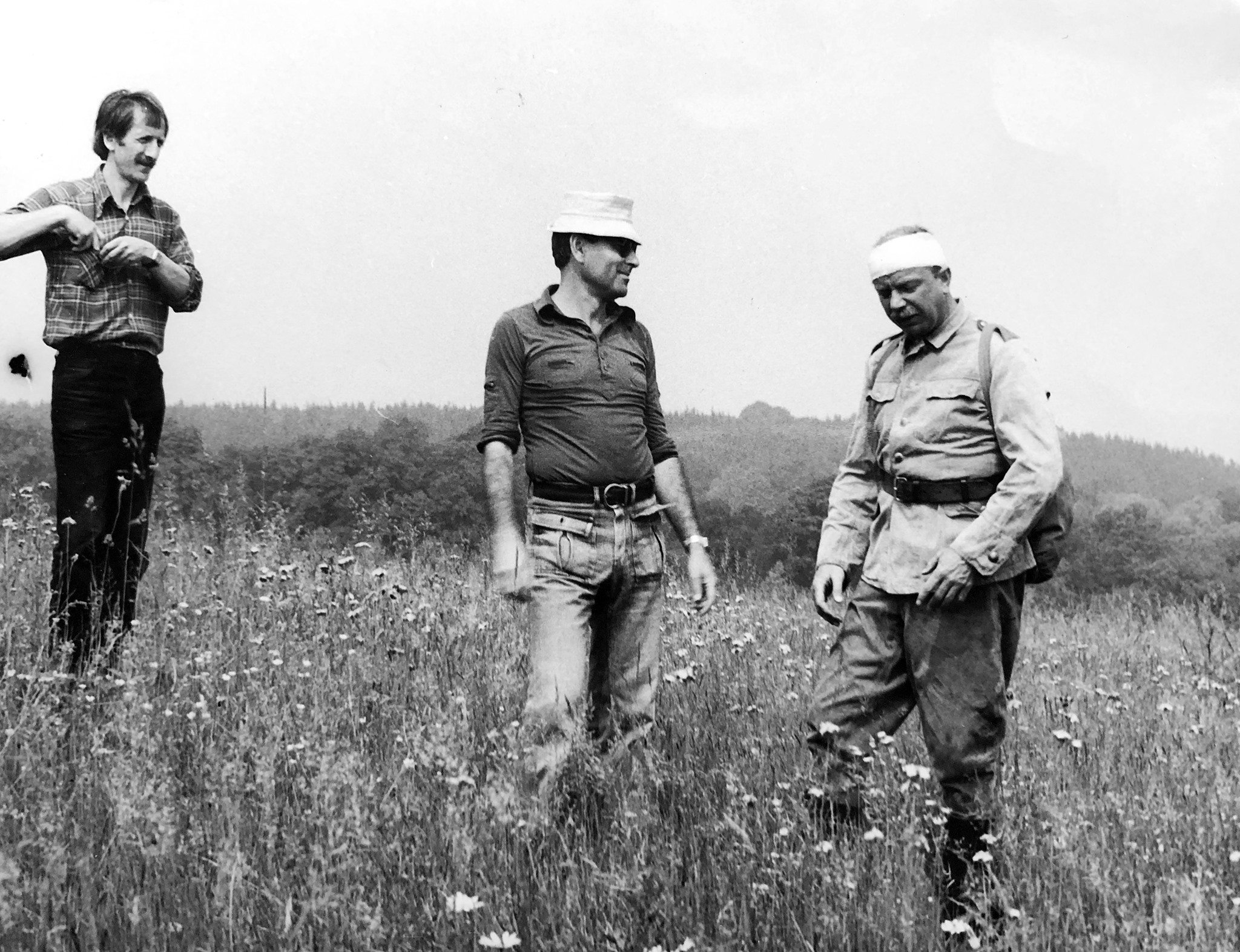
Od lewej: Andrzej Barszczyński, Henryk Janas i Franciszek Trzeciak

- Aleksandra Ford-Sampolska – Autochtonka
- Franciszek Trzeciak – Franciszek

## Twórcy
- Jan Chodkiewicz – reżyseria, scenariusz
- Grażyna Szymańska – reżyseria
- Henryk Janas – zdjęcia
- Andrzej Barszczyński – zdjęcia
- Teresa Antosiewicz – muzyka
- Leszek Leszczyk – scenografia
- Krystyna Świnoga-Kycia – kostiumy
- Janusz Strelcow – kierownictwo produkcji
- Andrzej Hanzl – dźwięk